# Ждан-Рог, Иван
Иван Ждан-Рог (укр. Іва́н Ждан-Ріг, годы рождения и смерти неизвестны) — украинский военный деятель 2-й половины XVII века, кошевой атаман Войска Запорожского (1666, 1667).
Иван Ждан-Рог был избран кошевым атаманом в феврале 1666 года, после того, как на общем совете запорожцев был лишен булавы прежний кошевой Лесько Шкура, как сообщает историк Д. Яворницкий в «Истории запорожских казаков», за то, что тот не пускал запорожцев в поход против союзников гетмана И. Брюховецкого — калмыцких отрядов, находившихся на Украине.
Будучи противником сближения с Русским царством, сразу же после избрания кошевым атаманом Сечи вступил в конфликт с гетманом, написав ему письмо, в котором не просто обвинил Брюховецкого в произволе, охватившем всю Украину, а и четко обозначил свою политическую позицию.

«Услышали мы, что Москва будет на Кодаке, — но её там не надо. Плохо делаешь, начиная с нами ссору: оружие не поможет, если дома не будет порядка. Хотя Царское Величество сделал тебе честь, но достоинство ты получил от Войска Запорожского. Войско же не знает, что такое боярин, а знает только гетмана…»
В марте 1667 года после того, как казаки напали на русского посла Ефима Ладыженского, который вместе с татарским мурзой и многочисленной охраной ехал в Крым, к хану с подарками и письмом царя, едва не началась война русских властей с запорожцами. Казаки перебили почти всех татар, а подарки отобрали. И. Брюховецкий приказал расследовать инцидент. После письма из Москвы к гетману прибыл специальный посол для расследования инцидента. Для решения возникшего конфликта казаки собрали совет и сняли И. Ждана-Рога с атаманства.
Уже при новом кошевом атамане — Остапе Васютенко — запорожцы все же убили русского посла Ладыженского, когда он ещё раз попытался пройти в Крым мимо Сечи. Причиной этого было, по их мнению, то, что если Россия и Крым заключат союз, то любое нападение запорожских казаков на татар будет восприниматься как враждебные действия против русского царя.
Узнав об убийстве, гетман Брюховецкий обвинил в нём Ивана Ждана-Рога. Сторонники бывшего кошевого, недовольные политикой Брюховецкого, послали гонца с письмом к гетману Правобережной («Тогобочной») Украины П. Дорошенко. Вскоре и вся Сечь стала на сторону Дорошенко. Кошевым атаманом снова стал Ждан-Рог.
Летописи сообщают об успешном его походе — в октябре 1667 года — в Крым. Казаки двинулись тогда на татар двумя большими отрядами (вторым командовал полковник Иван Серко). 4-тысячное казацкое войско под предводительством кошевого атамана Ивана Ждана-Рога и полковника Ивана Серко осадило и взяло штурмом Перекоп, а затем вторглось вглубь Крымского ханства. Иван Ждан-Рог со своим отрядом взял город Арбаутук, убил всех жителей и разорил его предместья. Иван Серко вместе со своим отрядом двинулся на крепость Кафу, где опустошил улус знатного ширинского мурзы. Запорожцы умертвили около двух тысяч жителей, взяли в плен около тысячи пятисот женщин и детей, освободили из рабства две тысячи человек и с триумфом вернулись в Сечь.